# Мамаду Тангара
Мамаду Тангара (4 червня 1965, Батерст, нині Банжул) — політик і дипломат із західноафриканської держави Гамбія, який кілька разів був міністром і був постійним представником Гамбії в ООН між 2013 і 2013 роками. З 29 червня 2018 року знову міністр закордонних справ Гамбії.

## Життєпис
У 1993 році отримав диплом бакалавра мистецтв в Університеті Мохамеда I в Уджді (Марокко), з відзнакою. У 1999 році він отримав диплом спеціаліста з демографії в Католицькому університеті Лувена в Бельгії. У 2000 році диплом про вивчення культурної взаємодії (DEA-Mphil) в Університеті Ліможа (Франція). У 2007 році він отримав ступінь доктора філософії в Університеті Ліможа.
У своїй професійній кар'єрі він був викладачем у Гамбійському коледжі з 1994 по 2000 рік, а потім викладачем французької мови в Університеті Гамбії.
4 лютого 2010 року президент Ях'я Джамме призначив Тангару до кабінету міністром вищої освіти, досліджень, науки та технологій. 7 червня 2010 року він змінив міністерство і став міністром закордонних справ, міжнародного співробітництва та гамбійців за кордоном. У квітні 2012 року його змінив на посаді міністра закордонних справ, міжнародного співробітництва та зовнішньої політики Гамбіра Мамбері Нджі, а потім ненадовго обійняв посаду міністра рибальства, водних ресурсів та у справах Національної асамблеї. 23 серпня 2012 року він знову став міністром закордонних справ, але 1 грудня 2012 року його змінила Сьюзен Ваффа-Огу. Потім він знову обіймав посаду міністра вищої освіти, науки та технологій з грудня 2012 року по вересень 2013 року.
У вересні 2013 року Тангара вперше обійняв посаду постійного представника Гамбії при ООН і 18 вересня 2013 року вручив свій акредитаційний лист Генеральному секретарю ООН Пан Гі Муну. На цій посаді він перебував до 2016 року. У травні 2017 року він був повторно призначений постійним представником і послом Гамбії в ООН і вручив свій акредитаційний лист Генеральному секретарю ООН Антоніу Гутеррешу 3 травня 2017 року.
Під час масштабних перестановок в кабінеті міністрів під керівництвом президента Адами Барроу 29 червня 2018 року Тангара був призначений міністром закордонних справ, міжнародної співпраці та у справах гамбійців за кордоном.